# Christoph Prégardien
Christoph Prégardien (Limburg an der Lahn, 18 januari 1956) is een Duitse tenor.
Hij begon zijn zangcarrière als koorknaap in de dom van zijn geboortestad Limburg an der Lahn. Later studeerde hij zang bij Martin Gründler en Karlheinz Jarius in Frankfurt am Main, bij Carla Castellani in Milaan en Alois Treml in Stuttgart. Aan de Musikhochschule van Frankfurt volgde hij de liedklas van Hartmut Höll.
Christoph Prégardien leidde van 2000 tot 2005 de zangklas aan de Musikhochschule van Zürich. 
Prégardien werkte samen met tal van dirigenten als Riccardo Chailly, John Eliot Gardiner, Nikolaus Harnoncourt, Philippe Herreweghe, René Jacobs, Ton Koopman, Gustav Leonhardt, Neville Marriner en Helmuth Rilling.
Na zijn debuut als dirigent in 2012 met Bachs Johannes-Passion volgden snel de Matthäus-Passion en het Weihnachtsoratorium. In 2019 dirigeerde hij voor het eerst een symfonisch orkest: de Duisburger Philharmoniker voerden onder zijn leiding Mozarts Requiem uit. Als solist trad Prégardien op met de Berliner en de Wiener Philharmoniker, het Symphonieorchester des Bayerischen Rundfunks, het Concertgebouworkest Amsterdam, het Philharmonia Orchestra in Londen en vele andere ensembles. Zijn orkestrale repertoire omvat zowel de canonwerken uit de barok, het classicisme en de romantiek als werken uit de zeventiende en de twintigste eeuw. Als operazanger vertolkte Prégardien de rollen van Tamino in Die Zauberflöte van Mozart, Almaviva in Rossini's Il barbiere di Siviglia, Fenton in Fallstaff van Verdi en Ulisse in Monteverdi's Il ritorno d'Ulisse in patria.
Prégardiens discografie omvat meer dan 130 titels. Zijn meest recente opnamen zijn de cd A Matter of Heart (liederen voor zang, hoorn en piano met Olivier Darbellay en Michael Gees), een opname van de passiecantates van Telemann en Bach met het Vox Orchester voor Sony, de cd Auf den Flügeln des Gesanges met Cyprien Katsaris voor Challenge en een nieuwe opname van Schumanns Dichterliebe en Wagners Wesendonck-Lieder met pianist Michael Gees.
Sinds 2004 is Christoph Prégardien professor zang aan de Musikhochschule Köln.